# Burg Hallerburg
Die Burg Hallerburg ist eine abgegangene Niederungsburg im Ortsteil Hallerburg der Gemeinde Nordstemmen in Niedersachsen. Die 1362 erstmals urkundlich erwähnte Burg wurde 1519 in der Hildesheimer Stiftsfehde zerstört. Sie lag unweit des Flusses Haller. Ihre 1969 noch sichtbaren Grundmauerreste wurden beim Bau einer Ortsumgehungsstraße beseitigt.
Die Hallerburg war Lehen des Bischofs von Minden an die welfischen Herzöge im Fürstentum Lüneburg. Ihr Erbauer war wohl Herzog Wilhelm II. von Braunschweig und Lüneburg. Damit wollte er die Herrschaft über die Herrschaft Adenoys gewinnen. Ebenso beabsichtigte er mit dem Bau, die Grafschaft Hallermund gewinnen, die ihm bereits zur ideellen Hälfte gehörte. 1363 war die Burg an die Herren von Knigge und von Ilten verpfändet, die Herzog Wilhelm II. zu Baumaßnahmen an der Burg verpflichtete. 1416 belehnte der Mindener Bischof Wulbrand von Hallermund endgültig die Herzöge von Braunschweig-Lüneburg mit der Burg. Ab 1433 waren die Hildesheimer Bischöfe Pfandbesitzer der Burg, die sie an verschiedene Adlige, wie von Homburg, von Saldern, Bock von Wülfingen, von Cramm, von Reden und von Alten, weiterverpfändeten. Um 1500 wird die Burg Hallerburg unter den Burgen im Hochstift Hildesheim erwähnt. Der letzte Pfandinhaber vor der Zerstörung 1519 war der Bischof von Hildesheim.